# Ronald Gamarra
Ronald Álex Gamarra Herrera (* 10. prosince 1958 Lima) je peruánský právník, politik, spisovatel a někdejší pátý generální tajemník Národní koordinátor pro Základní lidská práva v Peru (CNDDHH).
V roce 2008, Gamarra Herrera vzal obhajobu rodin obětí 'La Cantuta' a 'Barrios Altos', trestné činy pro které byl bývalý prezident Alberto Fujimori odsouzen do vězení. Je to první případ v historii Latinské Ameriky, kdy je prezident souzen vlastním národem za porušování lidských práv, říká Gamarra.